# Radaur
Radaur är en ort i Indien.   Den ligger i delstaten Haryana, i den norra delen av landet, 150 km norr om huvudstaden New Delhi. Radaur ligger 270 meter över havet och antalet invånare är 12 328.
Terrängen runt Radaur är mycket platt, och sluttar söderut. Runt Radaur är det tätbefolkat, med 709 invånare per kvadratkilometer. Närmaste större samhälle är Yamunanagar, 16,9 km nordost om Radaur. Trakten runt Radaur består till största delen av jordbruksmark.